# ウケる!偉人伝
『ウケる!偉人伝』（ウケる いじんでん）は、2017年7月23日と2018年10月5日に日本テレビで放送されたクイズ番組。

## 概要
笑える史実をテーマにした歴史エンターテインメント番組。誰もが知る偉人たちの意外なエピソード2本をお笑い芸人たちが熱演し、どちらのエピソードが史実なのかをゲストパネラーたちが答えていた。
第1回は『サンバリュ』枠で放送。第2回は『金曜ロードSHOW!』の特別エンターテインメント企画として放送された。

## 出演者

### 第1回[1]
- 登場偉人：西郷隆盛、豊臣秀吉、マリリン・モンロー
- 進行：尾崎里紗（日本テレビアナウンサー）
- クイズ解答者：高橋克実、加藤シゲアキ（NEWS）、藤本美貴、陣内智則
- 偉人VTR出演：ロバート、トレンディエンジェル、おかずクラブ

### 第2回[2]
- 登場偉人：西郷隆盛、田中角栄、ココ・シャネル、織田信長、ダイアナ妃、横山やすし、新撰組、マリー・アントワネット
- MC：林修、羽鳥慎一
- ゲスト：小峠英二（バイきんぐ）、島崎和歌子、手越祐也（NEWS）、橋本環奈、藤田ニコル、福島善成（ガリットチュウ）
- VTR出演：ANZEN漫才、オードリー、川﨑麻世、ガンバレルーヤ、パオロ、岸明日香、小池美由、飯尾和樹（ずん）、カンニング竹山、川村エミコ（たんぽぽ）、友近、ひょっこりはん、ブリリアン、ブルゾンちえみ、牧野ステテコ、くっきー（野性爆弾）、山崎弘也、ゆりやんレトリィバァ、ロバート、渡辺裕太

## スタッフ

### 第2回
- 企画・演出：安島隆
- 構成：安部裕之、飯塚大悟、デーブ八坂／桜井慎一
- TM：小椋敏宏
- SW：小林宏義
- CAM：吉田健治
- MIX：瀧健太郎
- VE：吉崎慶
- 照明：井口弘一郎
- 編集：曽根徹（麻布プラザ）
- MA：浅井佑人（麻布プラザ）
- 音効：小田切暁
- 美術：牧野沙和
- デザイン：熊崎真知子
- 技術協力：NiTRo
- 美術協力：日テレアート
- モニター：ジャパンテレビ
- リサーチ：野村直子、大久保貴之
- TK：長坂真由美
- デスク：國井萌
- 演出補：袖山淳、吉安輝晃、山田裕太、福岡蓮太、河村美希、末廣真麻、山口葉月
- AP：山岡恭典、伊達和輝
- 進行：山脇瞳
- ディレクター：田村育、藤井良記、安田太地、濱本美香、山本恭彦、小倉寛太、田中英之
- 演出：今村光宏、渡辺春佳
- プロデューサー：末延靖章、原田里美、竹谷和樹、城野麻衣子
- チーフプロデューサー：横田崇
- 制作協力：ZION、THE WORKS
- 製作著作：日本テレビ